# Michaił Mieńszykow
Michaił Aleksiejewicz Mieńszykow (ros. Михаи́л Алексе́евич Ме́ньшиков; ur. 21 listopada 1902 w Borisoglebsku w guberni woroneskiej, zm. 19 lipca 1976 w Moskwie) – radziecki polityk i dyplomata.

## Życiorys
W 1917 skończył kursy buchalterskie w Borisoglebsku, w 1918–1920 żołnierz Armii Czerwonej, 1922–1924 kursant Szkoły im. WCIK, w 1924–1930 studiował na Wydziale Ekonomicznym Moskiewskiego Instytutu Gospodarki Narodowej im. Plechanowa. Od 1927 członek WKP(b), 1930–1936 kierownik wydziału i dyrektor stowarzyszenia kooperatywnego, 1936–1943 pracownik Ludowego Komisariatu Handlu Zagranicznego ZSRR, 1943–1946 zastępca dyrektora Administracji Narodów Zjednoczonych ds. Pomocy i Odbudowy (UNRRA). Od 1946 zastępca ministra, a od 4 marca 1949 do 6 listopada 1951 minister handlu zagranicznego ZSRR, 1952–1953 zastępca pełnomocnika Rady Ministrów ZSRR ds. Radziecko-Chińskich Spółek Akcyjnych „Sojuzkitnieft´” i „Sojuzkitmietałł”. Od 1 września 1953 do 26 października 1957 ambasador nadzwyczajny i pełnomocny ZSRR w Indiach. Od 25 lutego 1956 do 29 marca 1966 zastępca członka KC KPZR, od 5 lutego do 26 października 1957 ambasador nadzwyczajny i pełnomocny ZSRR w Nepalu, od 7 stycznia 1958 do 4 stycznia 1962 ambasador nadzwyczajny i pełnomocny ZSRR w USA, od 1 lutego 1962 do 11 września 1968 minister spraw zagranicznych RFSRR.
Odznaczony Orderem Lenina i trzema Orderami Czerwonego Sztandaru Pracy.